# Uwe Wünsch
Uwe Wünsch (ur. 15 lutego 1963 we Frankenbergu) – niemiecki biegacz narciarski reprezentujący NRD i Niemcy, brązowy medalista mistrzostw świata.

## Kariera
Igrzyska olimpijskie w Sarajewie w 1984 roku były pierwszymi i zarazem ostatnimi w jego karierze. W swoim najlepszym starcie indywidualnym, w biegu na 15 km techniką klasyczną zajął 23. miejsce. Ponadto wraz z kolegami z reprezentacji zajął dziewiąte miejsce w sztafecie 4 × 10 km.
W 1982 roku wystartował na mistrzostwach świata w Oslo. Osiągnął tam największy sukces w swojej karierze wspólnie z Uwe Bellmannem, Stefanem Schickerem i Frankiem Schröderem zdobywając brązowy medal w sztafecie. Na kolejnych mistrzostwach już nie startował.
Najlepsze wyniki w Pucharze Świata uzyskał w sezonie 1982/1983, kiedy to zajął 48. miejsce w klasyfikacji generalnej. Nigdy nie stawał na podium zawodów Pucharu Świata.
Podczas mistrzostw świata juniorów w Murau w 1982 roku zajął 21. miejsce w biegu na 15 km, a w sztafecie zajął piąte miejsce. Na rozgrywanych rok później mistrzostwach świata juniorów w Kuopio był piąty w biegu na 15 km, a w sztafecie zdobył brązowy medal.

## Osiągnięcia

### Igrzyska olimpijskie
| Miejsce | Dzień     | Rok  | Miejscowość | Konkurencja             | Czas biegu | Strata   | Zwycięzca        |
| ------- | --------- | ---- | ----------- | ----------------------- | ---------- | -------- | ---------------- |
| 25.     | 10 lutego | 1984 | Sarajewo    | 30 km stylem dowolnym   | 1:28:56,3  | +5:17,6  | Nikołaj Zimiatow |
| 23.     | 13 lutego | 1984 | Sarajewo    | 15 km stylem klasycznym | 41:25,6    | +2:24,3  | Gunde Svan       |
| 9.      | 16 lutego | 1984 | Sarajewo    | Sztafeta 4 × 10 km      | 1:55:06,3  | +7:07,6  | Szwecja          |
| 43.     | 19 lutego | 1984 | Sarajewo    | 50 km stylem klasycznym | 2:15:55,8  | +19:53,1 | Thomas Wassberg  |

### Mistrzostwa świata
| Miejsce | Dzień     | Rok  | Miejscowość | Konkurencja        | Czas biegu | Strata  | Zwycięzca       |
| ------- | --------- | ---- | ----------- | ------------------ | ---------- | ------- | --------------- |
| 3.      | 25 lutego | 1982 | Oslo        | Sztafeta 4 × 10 km | 1:56:27,6  | +2:21,8 | Norwegia · ZSRR |

### Mistrzostwa świata juniorów
| Miejsce | Dzień    | Rok  | Miejscowość | Konkurencja             | Wynik     | Strata  | Zwycięzca            |
| ------- | -------- | ---- | ----------- | ----------------------- | --------- | ------- | -------------------- |
| 21.     | 3 marca  | 1982 | Murau       | 15 km stylem klasycznym | 40:10,6   | +2:49,7 | Andriej Astaszkin    |
| 5.      | 7 marca  | 1982 | Murau       | Sztafeta 3 × 10 km      | 1:23:52,1 | +1:22,1 | Szwecja              |
| 5.      | 11 marca | 1983 | Kuopio      | 15 km stylem klasycznym | 41:38,7   | +1:08,4 | Aleksandr Uszkalenko |
| 3.      | ? marca  | 1983 | Kuopio      | Sztafeta 3 × 10 km      | 1:22:16,4 | +3:08,6 | ZSRR                 |

### Puchar Świata

#### Miejsca w klasyfikacji generalnej
- sezon 1982/1983: 48.

#### Miejsca na podium
Wünsch nigdy nie stawał na podium zawodów Pucharu Świata.